# Reazione di riduzione di Fukuyama
In chimica organica la reazione di riduzione di Fukuyama è una reazione di riduzione organica in cui un tioestere viene ridotto ad un'aldeide da un silil idruro in presenza di un catalizzatore di palladio. Nella sua forma originaria, questa reazione, sviluppata da Tohru Fukuyama e il suo team di ricerca nel 1990, utilizza come silil idruro il trietilsilano e come catalizzatore del palladio su carbone:

## Meccanismo di reazione
Il meccanismo di reazione di base per la riduzione di Fukuyama ha luogo come ciclo catalitico: 
- Addizione ossidativa:
{\displaystyle {\ce {{R-C(O)-SR}+ Pd^0 -> RC(O)-Pd^{II}-SR}}}
- Transmetallazione:
{\displaystyle {\ce {{RC(O)-Pd^{II}-SR}+R3SiH->{RC(O)-Pd^{II}-H}+R3Si-SR}}}
- Eliminazione riduttiva:
{\displaystyle {\ce {RC(O)-Pd^{II}-H -> {RC(O)-H}+ Pd^0}}}

## Applicazione
Le reazioni di riduzione di Fukuyama sono oggi per la maggior parte usate per la conversione di acidi carbossilici (come precursori di tioesteri) in aldeidi, una procedura in genere ritenuta difficile a causa della facilità di una riduzione secondaria in alcol.
Tra i vari esempi di applicazione di questa reazione di riduzione si può citare quello in cui, utilizzando una sua variante, si sintetizza la molecola base dei boro-dipirrometeni (BODIPY), una classe di coloranti fluorescenti la cui struttura base è costituita dal 4,4-difluoro-4-bora-3a,4a-diaza-s-indacene, a partire dal derivato SMe-sostituito. In questo caso, come reagenti aggiuntivi si usano anche il tiofene-2-carbossilato di rame(I) (CuTC), il tris(dibenzilideneacetone)dipalladio(0) (Pd2(dba)3) e la tri(2-furil)fosfina:
Nella reazione di accoppiamento di Fukuyama, rispetto alla reazione di riduzione, l'idruro è sostituito da un carbanione, quindi un composto ad elevata nucleofilia.